# Acarocybellina arengae
Acarocybellina arengae är en svampart som först beskrevs av Matsush., och fick sitt nu gällande namn av Chirayathumadom Venkatachalier Subramanian 1992. Acarocybellina arengae ingår i släktet Acarocybellina, divisionen sporsäcksvampar och riket svampar.   Inga underarter finns listade i Catalogue of Life.